# Вілфред Дандердейл
Вілфред Альберт Дандердейл (англ. Wilfred Dunderdale; також званий Білл і Біффі; псевдонім Джон Грін; 24 грудня 1899, Одеса — 13 листопада 1990, Нью-Йорк, за даними нім. вікіпедії: Суррей) — офіцер британської розвідки. Один із прототипів Джеймса Бонда.

## Біографія
Дандердейл народився 24 грудня 1899 року в Одесі. Він був сином британського морського інженера Річарда Альберта Дандердейла. Закінчивши гімназію в Миколаєві, почав вивчати архітектуру в Санкт-Петербурзі, проте був змушений покинути місто через російську революцію.
Дандердейл поїхав до Владивостока, де за дорученням свого батька організував перевезення підводного човна, поставленого Сполученими Штатами та розділеного на п'ять секцій товарним потягом через охоплену революцією Росію до Чорного моря. Завдяки успішно виконаному завданню та його мовним навичкам він був найнятий Британською військово-морською розвідувальною службою як агент і протягом наступних років працював у Чорному та Мармуровому морях.
У 1921 році Дандердейл був прийнятий на службу в Секретну розвідувальну службу (SIS, також відому як MI6), службу зовнішньої розвідки Великої Британії. Спочатку працював у Константинополі.
У 1926 році він був призначений керівником відділення SIS на вулиці Журбер у Парижі. Цю посаду він обіймав чотирнадцять років, до 1940 року. Його головним завданням на цій посаді була організація зв'язку з різними британськими розвідувальними службами та організація шпигунської діяльності з цільовими країнами — Росією та Німеччиною.
Свою першу секретну операцію він здійснив близько 1927 року.
Важливе значення для подальшого перебігу Другої світової війни мала передача, організована Дандердейлом, копії німецької кодувальної машини Enigma, виготовленої експертами польської секретної служби, до SIS у 1939 році. Це стало основою для британського спостереження за німецьким радіообміном протягом решти воєнних років у центрі декодування в Блетчлі-Парку.
Після німецької окупації Франції в 1940 році, і зокрема столиці Парижа, Дандердейл був одним з останніх британських представників, які втекли з міста в червні 1940 року, безпосередньо перед тим, як німецькі війська увійшли в Париж. Дандердейл дістався Бордо, звідки був евакуйований за допомогою спеціального літака Королівських ВПС.
Ще до війни націонал-соціалістичні поліцейські органи класифікували Дандердейла як важливу мішень. Навесні 1940 року Головне управління безпеки Рейху в Берліні внесло його в спеціальний розшуковий список осіб з Великої Британії. Це був список осіб, яких у разі успішного вторгнення та окупації Британських островів вермахтом мали знайти та заарештувати спецпідрозділи СС.
У перші повоєнні роки Дандердейл керував спеціальним центром зв'язку секретної служби, який відповідав за нагляд і перевірку перебіжчиків зі Східного блоку та проведенням допитів з метою отримання інформації про комуністичні держави Східної Європи. Штат Центру особливого зв'язку складався здебільшого зі старших польських і російських емігрантів.
У 1959 році Дандердейл залишив SIS. Пізніше переїхав до Нью-Йорка, де й помер у листопаді 1990 року.

## Вплив
У спеціалізованій літературі Дандердейла часто розглядають як одного з кількох людей, на яких, базується вигаданий персонаж Яна Флемінга — британський секретний агент Джеймс Бонд: відомо, що Флемінг зустрівся з Дандердейлом під час Другої світової війни та згодом мав з ним тісніші професійні контакти (Флемінг у той час був помічником начальника британської військово-морської розвідки, а Дандердейл був старшим агентом у SIS).
Окрім того, дослідники бондіани вказують на різноманітні паралелі між персонажем Флемінга та Дандердейлом з точки зору особистості/натури, габітусу та життєвих звичок. Вигаданий агент Бонд має численні риси, які також були притаманні справжньому агентові Дандердейлу: Дандердейл, як і Бонд, віддавав перевагу костюмам на замовлення, курив ті самі сигарети, що й герой роману, і, як і він, вважався бабієм, чарівним бонвіваном і любителем дорогих автомобілів, оснащених індивідуальним спеціальним обладнанням (наприклад, він використовував у Парижі Rolls-Royce, оснащений протикульовою бронею).
Врешті в романах про Бонда можна знайти чимало елементів реальної професійної кар'єри таємного агента Дандердейла.